# Цифрова фотографія

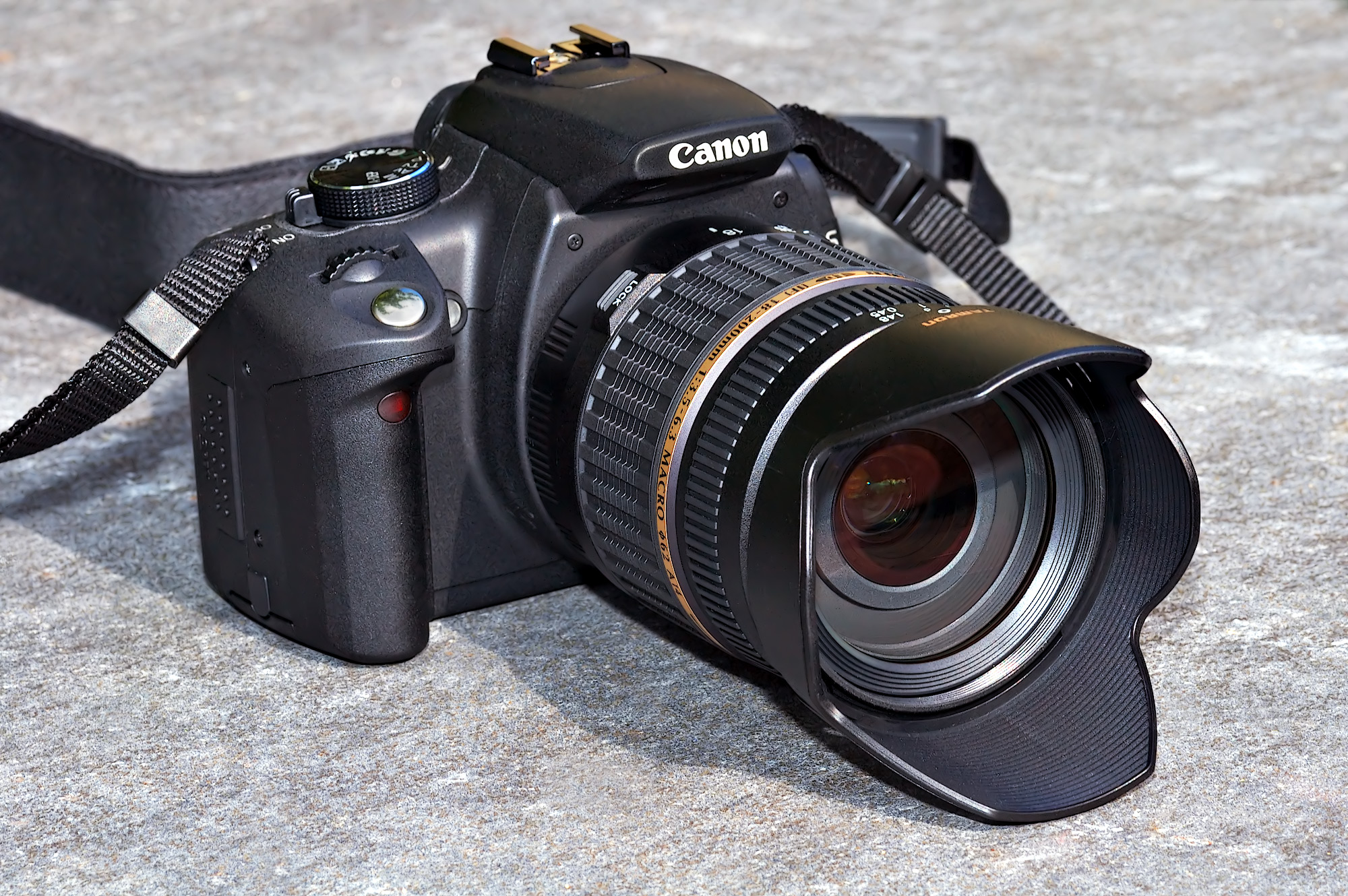

Цифрова́ фотогра́фія — технологія фотографії, що використовує замість світлочутливих матеріалів, заснованих на галогеніді срібла, перетворення світла світлочутливою матрицею і отримання цифрового файлу, використовуваного для подальшої обробки і друку.
Оскільки обробка отриманих файлів зображення проводиться на комп'ютері (або на інший цифровій техніці), цифрова фотографія часто відноситься до області інформаційних технологій.

## Властивості
Крім власне цифрового обладнання, в сферу цифрової фотографії виявляються традиційно включені:
- Аналогові компоненти цифрових апаратів (наприклад, матриця містить аналогові частини);
- Теле-і відеокамери, деякі факсимільні і копіювальні апарати, що використовують для отримання зображення аналогічні фотоапаратам матриці, але передають і записують аналоговий сигнал;
- Деякі історичні моделі фототехніки, наприклад Sony Mavica, що записують аналоговий сигнал.

Досягнення в галузі технологій і виробництва фотосенсорів та оптичних систем дозволяють створювати цифрові фотокамери, які витісняють плівкову фототехніку з більшості сфер застосування, хоча прихильники плівки серед професійних фотографів залишаються. Крім того, створення вбудованих в мобільні телефони та кишенькові комп'ютери цифрових мініатюрних фотоапаратів створило нові сфери застосування фотографії (мобілографія).

## Основні переваги цифрової фотографії
- Оперативність процесу зйомки і отримання кінцевого результату.
- Значна кількість знімків для безперервної зйомки.
- Великі можливості вибору режимів зйомки.
- Простота створення панорам і спецефектів.
- Поєднання функцій в одному пристрої, зокрема, відеозйомка в цифрових фотоапаратах і, навпаки, фоторежим у відеокамерах.
- Зменшення габаритів і ваги фотоапаратури.
- Можливість перегляду результату без додаткової обробки.

## Основні недоліки цифрової фотографії
- Пікселізація, регулярна структура матриці і фільтр Баєра породжують принципово інший характер шумів зображення, ніж аналогові фотографічні процеси. Це призводить до сприйняття зображення, особливо отриманого на межі можливостей камери, як штучного.
- Зменшення роздільної здатності фотосенсора в залежності від його габаритів. У малих фотосенсорів, де висока щільність пікселів, відбувається змішування зон генерації носіїв (внутрішнього фотоефекту) через щільну упаковку.
- Принципові труднощі доведення автентичності цифрової фотографії, у зв'язку із самою суттю цифрових технологій копіювання файлів і обробки зображень.
- Відносно невелика фотографічна широта матриць, що не дозволяє без втрати деталей знімати сюжети з великим діапазоном яскравості.